# كيفن لارسون
كيفن لارسون هو لاعب كرة قدم فنلندي في مركز الهجوم، ولد في 15 سبتمبر 2001. لعب مع Käpylän Pallo ‏.